# Галузино (озеро)
Галузино — озеро в Пригородной волости Пустошкинского района Псковской области.
Площадь — 1,4 км² (140,0 га; с островами — 142,0 га). Максимальная глубина — 6,0 м, средняя глубина — 2,5 м.
На берегу озера расположена деревня Галузино.
Проточное. Относится к бассейну реки Глыбошня, притока Крупеи, которые, в свою очередь, относятся к бассейну Великой.
Тип озера лещово-плотвичный с уклеей. Массовые виды рыб: щука, окунь, плотва, лещ, язь, линь, налим, ерш, красноперка, щиповка, верховка, вьюн, густера, карась; широкопалый рак (единично).
Для озера характерно: в литорали — песок, заиленный песок, камни, глина, в центре — ил, заиленный песок; в прибрежье — леса, болото, луга, огороды.